# Armistizio di Villa Incisa
L'armistizio di Villa Incisa fu firmato alle 19:15 del 24 giugno 1940 a Villa Incisa, sulla via Cassia all'Olgiata (Roma), tra la Francia e l'Italia, rappresentate rispettivamente dal generale Charles Huntziger e dal maresciallo Pietro Badoglio. L'Italia e la Francia erano in guerra dal 10 giugno 1940.

## Le clausole
L'armistizio previde l'occupazione da parte italiana di alcuni territori francesi di confine, la smilitarizzazione dei confini franco-italiano e libico-tunisino per una profondità di 50 chilometri, nonché la smilitarizzazione della Somalia francese (odierno Gibuti) e la possibilità da parte italiana di usufruire del porto di Gibuti e della ferrovia Addis Abeba-Gibuti.

## I territori occupati
I dipartimenti francesi interessati dall'armistizio furono la Savoia, le Alte Alpi, le Basse Alpi e le Alpi Marittime.
Nel dipartimento della Savoia furono occupati i comuni di Séez, Montvalezan, Sainte-Foy-Tarentaise; nell'alta valle dell'Isère Bessans, Bramans, Lanslevillard; Lanslebourg, Termignon, Sollières, Sardières, la frazione di Les Mottet-Versoye del comune di Bourg-Saint-Maurice sui fianchi del San Bernardo ed i comuni di Aussois e di Avrieux (in tutto 5.301 abitanti).
Nel dipartimento delle Alte Alpi furono occupati i comuni di Monginevro e di Ristolas, la frazione di Roux del comune di Abriès, i comuni di Névache e di Cervières (in totale 370 abitanti).

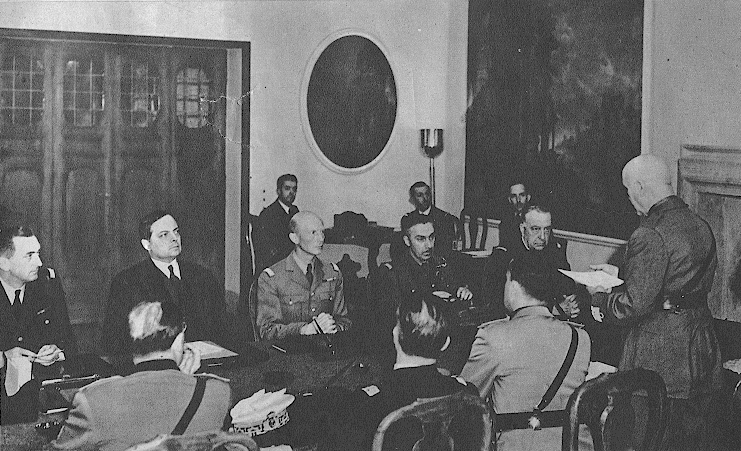
Pietro Badoglio legge le condizioni dell'armistizio

Nel dipartimento delle Basse Alpi furono occupate le frazioni di Combremond appartenente al comune di Saint-Paul-sur-Ubaye e Roche-Mèane del comune di Larche (per un totale di 32 abitanti).
Nel dipartimento delle Alpi Marittime furono occupati i comuni di Mentone, Fontan, le frazioni di La Blanche e Doans, entrambe nel comune di Santo Stefano di Tinea, e alcune case del comune di Isola. Inoltre i comuni di Castellaro, Breglio, Saorgio, Sospello, Rimplas, Valdiblora, San Martino Lantosca, Roccabigliera e Belvedere furono parzialmente occupati (per un totale di 22.820 abitanti, di cui 21.700 a Mentone).
Complessivamente i territori occupati dall'Italia (e annessi de facto) avevano un'estensione di 832 km² ed una popolazione di 28.523 abitanti.

## Firmatari
Per la Francia:
- Generale d'armata Charles Huntziger

Per il Regno d'Italia:
- Maresciallo d'Italia Pietro Badoglio